# トップガン マーヴェリック

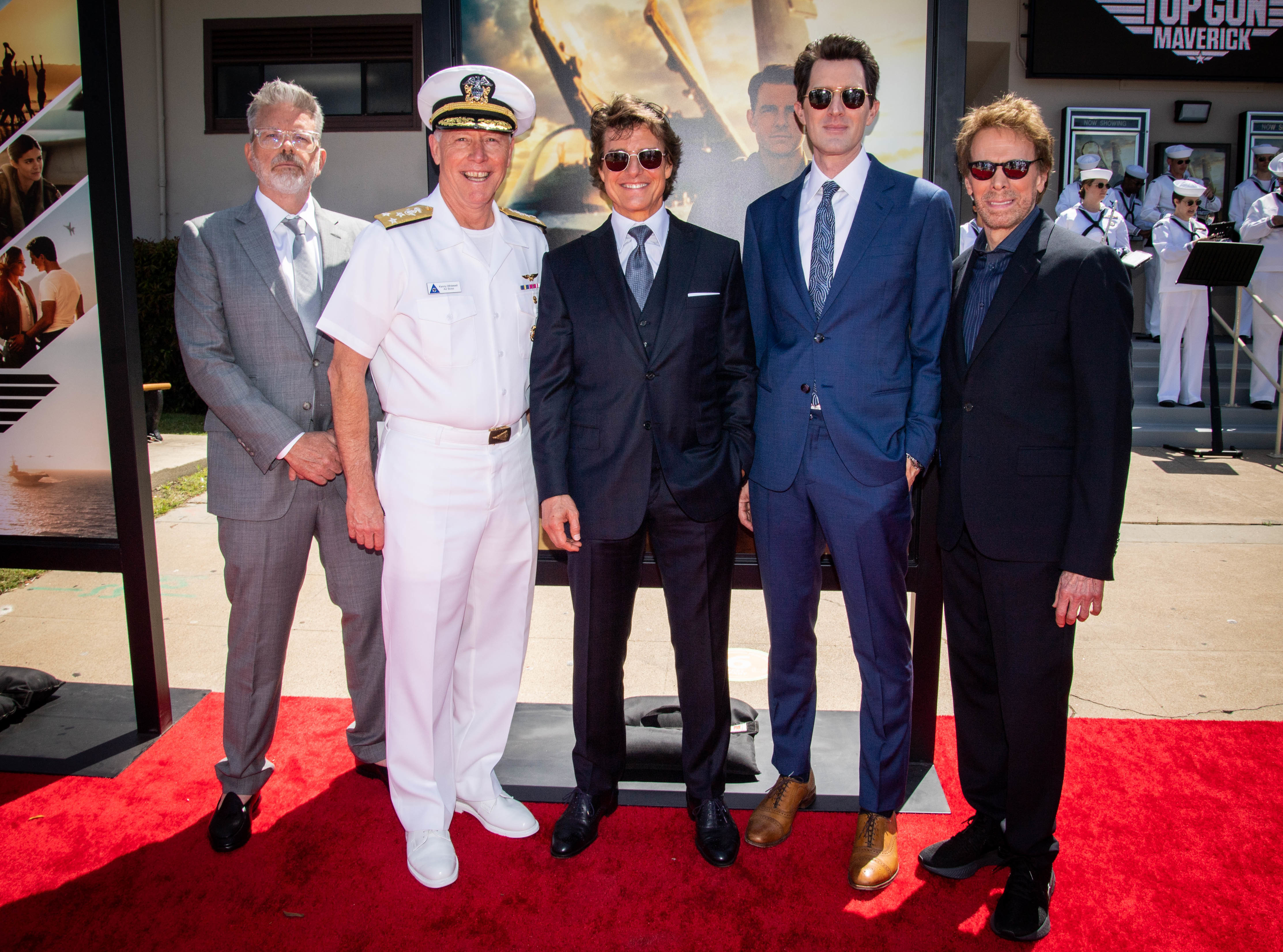
グローバル・プレミア（ノースアイランド海軍航空基地にて）

『トップガン マーヴェリック』（原題：Top Gun: Maverick）は、2022年公開のアメリカ合衆国のアクション映画。1986年の『トップガン』の36年振りの続編。監督はジョセフ・コシンスキー、脚本はアーレン・クルーガー、エリック・ウォーレン・シンガー、クリストファー・マッカリーが務める。トム・クルーズとヴァル・キルマーが前作から続投し、ジェニファー・コネリー、マイルズ・テラー、ジョン・ハム、グレン・パウエル、ルイス・プルマンらが出演する。
パラマウント・ピクチャーズの製作・配給により、2022年5月27日にアメリカ・カナダ・日本で劇場公開。
本作は、前作で監督を務め2012年に没したトニー・スコットに捧げられている。また、ヴァル・キルマーはこれが遺作となった。

## ストーリー
ピート・“マーヴェリック”・ミッチェル海軍大佐は、米海軍の過去40年間において空中戦で3機の敵機撃墜記録を持つ唯一のパイロットである。本来なら将官になっていてもおかしくない輝かしい戦歴とは裏腹に、ひたすらに現場主義を貫き昇進を拒み続けている彼は部隊で一悶着起こした関係で左遷され、スクラムジェットエンジン搭載の極超音速テスト機「ダークスター」のテストパイロットを務めていた。
しかし、最高速度がマッハ10に達していないのを理由に、計画が凍結されることを伝えられる。マーヴェリックは、チェスター・“ハンマー”・ケイン海軍少将が計画凍結を言い渡しに来る前にマッハ10を達成すべく離陸し、見事成功させるが、独断でそれ以上に記録を伸ばそうとした結果、ダークスターを空中分解させてしまう。
無事脱出し帰還したマーヴェリックは飛行禁止を言い渡されてもおかしくない立場だったが、かつて戦闘機パイロットとしてマーヴェリックと共に戦った、太平洋艦隊司令官トム・“アイスマン”・カザンスキー海軍大将の強い要望で、かつて自身も派遣されていたノースアイランド海軍航空基地の「トップガン」における教官職を命じられ、三十数年ぶりに戻ることになる。とあるならず者国家がNATO条約に違反するウラン濃縮プラントを建設し稼働させようとしていたため、それを破壊すべく特殊作戦が計画されており、マーヴェリックは、同作戦に参加させるためにトップガン卒業生から選りすぐられた若き精鋭パイロット達に対し、特殊対地攻撃作戦の訓練を施す教官として抜擢されたのだった。
この任務は、基地周辺の強力な防空網を避けるために険しい渓谷を超低空・超高速で飛行しなければならず、電磁波妨害も行われているため、GPSを用いる最新鋭機のF-35は役に立たないという極めて困難な任務であった。
さらにマーヴェリックは、参加するパイロットの中にかつて事故で亡くなった親友ニック・“グース”・ブラッドショー海軍中尉の息子、ブラッドリー・“ルースター”・ブラッドショー海軍大尉がいることに困惑する。マーヴェリックはルースターの母に請われ、彼をグースと同じ目に遭わせないため、海軍兵学校への志願書が受理されないように工作していた過去があった。ルースターはこの一件のほか、グースがマーヴェリックの後席に乗っていて事故死したことを知って以降、マーヴェリックが父の死の原因を作ったとして一方的な恨みを募らせていたのだった。
マーヴェリックは、電磁波妨害に左右されないレーザー誘導爆弾を運用できるF/A-18E/F スーパーホーネットを任務に使用する機体として定め、ルースター達若きパイロットに厳しい訓練を課すが、彼らは作戦を成功に導けるだけの練度に達せず、ルースターは過去の因縁からマーヴェリックに対して反抗的な態度を取るばかりだった。さらにパイロットの一人で、僚機を見捨てるなどの行動から問題児扱いされていたジェイク・“ハングマン”・セレシン海軍大尉が、マーヴェリックとグースの過去をネタに軽口を叩いたことで、パイロットたちの間に摩擦が生じる。
自らの過去が招いたトラブルに悩むマーヴェリックを自宅に呼び出したアイスマンは、闘病中の体に鞭打ってマーヴェリックと面談し「過去は忘れろ」という助言を与え、数日後に息を引き取った。その直後、若きトップガン達を所要練度に到達させられなかったことを理由に、マーヴェリックは教官職を剥奪されてしまう。
マーヴェリックは元ガールフレンドのペニー・ベンジャミンに悩みを打ち明け、二度とグースのような犠牲者を出さないことを誓うとともに、一人のパイロットとしてルースターと向きあうため、そして作戦が必ず成功させられることを証明するために、無断でF/A-18Eを使用して作戦のデモンストレーションを行い見事に成功、パイロットたちの信頼を勝ち得て、任務の際に編隊長として飛ぶ許可を上層部から取り付ける。
そして訪れた特殊任務の日、マーヴェリックたちは空母セオドア・ルーズベルトから飛び立ち、プラント破壊に成功するが、プラント周囲に配置された大量の対空ミサイルからの攻撃にさらされる。その最中、マーヴェリックとルースターはお互いをかばう形で撃墜されてしまい、敵の航空基地近くでベイルアウトする。
森で再会した2人は敵基地に無傷で残っていたF-14を強奪し離陸、迎撃にやってきた敵の第5世代戦闘機との性能差を腕前とコンビネーションでカバーし撃墜していくが、最後の1機を相手にするときには武装を使い果たしており、さらに脱出装置も故障し進退窮まってしまう。
ルースターを死なせてしまうことをグースに詫び、撃墜されるのを待つばかりのマーヴェリックだったが、そこに空母で待機していたハングマンが駆けつけて敵を撃墜し、窮地を免れる。無事に空母に帰還した2人は過去を払拭して真の和解を果たし、若き頃のマーヴェリックとグースのように親友となった。
その後、マーヴェリックはペニーの店を訪れるが、彼女はあてもなくヨットでのクルーズに出ていた。そこで、自らの家でルースターと共にP-51の整備等をしながら過ごしていたが、ある日ペニーが娘と共に訪ねてくる。
2人はお互いの帰還を噛みしめるように見つめあい、キスを交わす。そしてマーヴェリックはP-51にペニーを乗せ、夕日に向かって飛び立って行く。
一方ルースターは、若い頃のグースとマーヴェリックが写った写真の横にピン留めされた、ミッション成功時の自分たちの写真を見つめ、笑顔で亡き父に思いを馳せるのであった。

## キャスト
| 役名                                               | 俳優                                     | 日本語吹替   |
| -------------------------------------------------- | ---------------------------------------- | ------------ |
| ピート・“マーヴェリック”・ミッチェル海軍大佐       | トム・クルーズ                           | 森川智之     |
| ブラッドリー・“ルースター”・ブラッドショー海軍大尉 | マイルズ・テラー                         | 宮野真守     |
| ペニー・ベンジャミン                               | ジェニファー・コネリー                   | 本田貴子     |
| ジェイク・“ハングマン”・セレシン海軍大尉           | グレン・パウエル                         | 中村悠一     |
| ナターシャ・“フェニックス”・トレース海軍大尉       | モニカ・バルバロ                         | 内田真礼     |
| ロバート・“ボブ”・フロイド海軍大尉                 | ルイス・プルマン                         | 武内駿輔     |
| ルーベン・“ペイバック”・フィッチ海軍大尉           | ジェイ・エリス                           | 木村昴       |
| ミッキー・“ファンボーイ”・ガルシア海軍大尉         | ダニー・ラミレス                         | 内田雄馬     |
| ジェイビー・“コヨーテ”・マチャド海軍大尉           | グレッグ・ターザン・デイヴィス           | 杉村憲司     |
| トム・“アイスマン”・カザンスキー海軍大将           | ヴァル・キルマー                         | 東地宏樹     |
| ボー・“サイクロン”・シンプソン海軍中将             | ジョン・ハム                             | 加瀬康之     |
| ソロモン・“ウォーロック”・ベイツ海軍少将           | チャールズ・パーネル                     | 楠大典       |
| バーニー・“ホンドー”・コールマン海軍准尉           | バシール・サラフディン                   | 三宅健太     |
| チェスター・“ハンマー”・ケイン海軍少将             | エド・ハリス                             | 菅生隆之     |
| ビリー・“フリッツ”・アワロン海軍大尉               | マニー・ジャシント                       | 中尾智       |
| ブリガム・“ハーバード”・レノックス海軍大尉         | ジェイク・ピッキング                     | 江頭宏哉     |
| ローガン・“イェール”・リー海軍大尉                 | レイモンド・リー                         | 手塚ヒロミチ |
| ニール・“オマハ”・ヴィキャンデル海軍大尉           | ジャック・シューマッハ                   | 水越健       |
| キャリー・“ヘイロー”・バセット海軍大尉             | カーラ・ウォン                           | 種市桃子     |
| サラ・カザンスキー                                 | ジーン・ルイザ・ケリー                   | 清水はる香   |
| アメリア・ベンジャミン                             | リリアーナ・レイ                         | 水瀬いのり   |
| ニック・“グース”・ブラッドショー海軍中尉           | アンソニー・エドワーズ（アーカイヴ映像） | 平田広明     |
| キャロル・ブラッドショー                           | メグ・ライアン（アーカイヴ映像）         | 斎藤恵理     |
| シャーロット・“チャーリー”・ブラックウッド         | ケリー・マクギリス（アーカイヴ映像）     |              |

- 前作『トップガン』からの続投キャストの吹替はソフト版ではなくテレビ東京版（『トップガン TV吹替初収録特別版 4K Ultra HD+ブルーレイ』、『トップガン パラマウント 思い出の復刻版 ブルーレイ』ほか2020年以降発売の映像ソフトに収録）の声優陣の続投となっている。

## 製作

### 企画

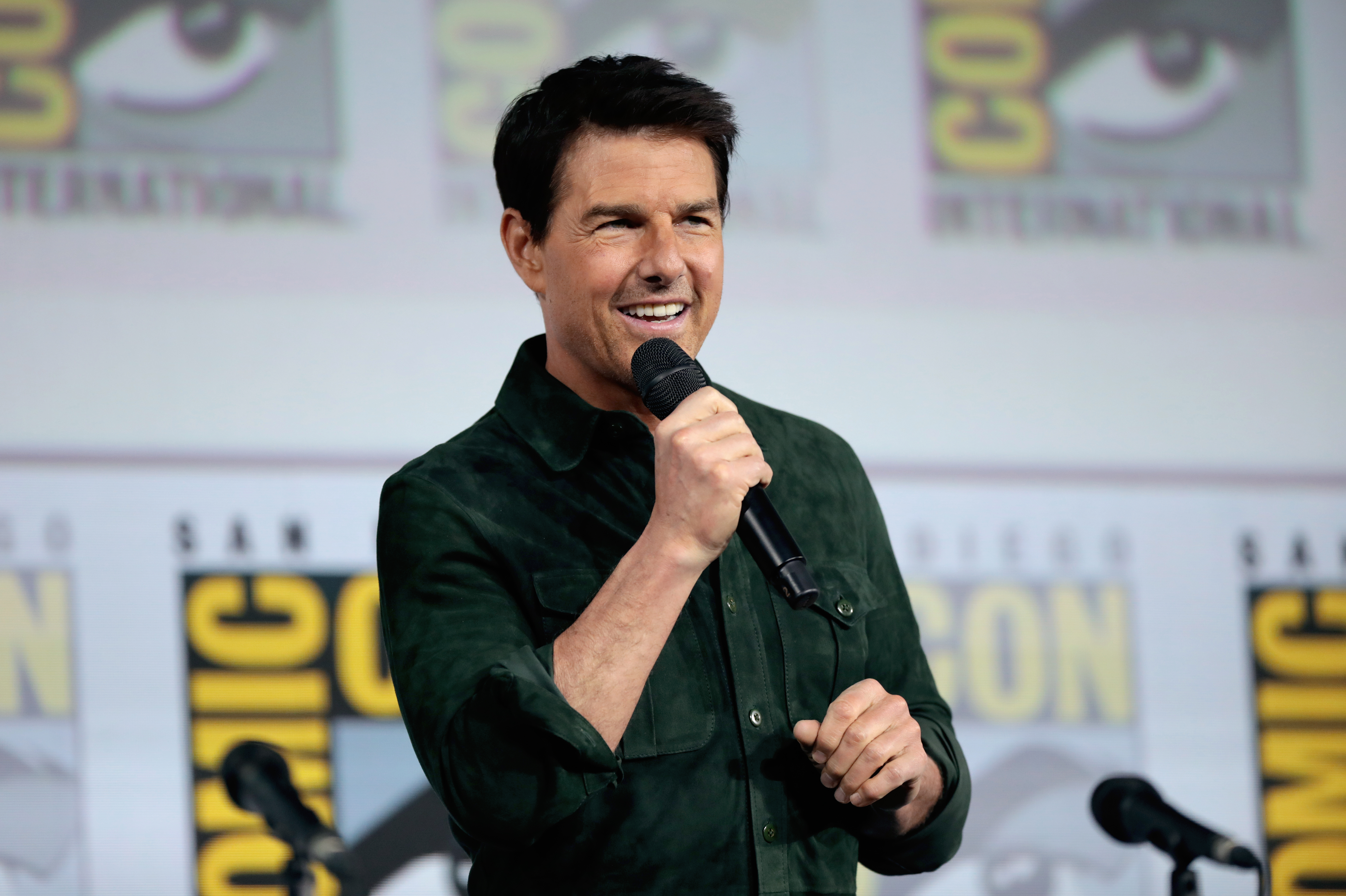
2019年コミコン・インターナショナルに出席したトム・クルーズ

2010年、パラマウント映画がジェリー・ブラッカイマーとトニー・スコットに対して『トップガン』の続編製作を提案し、続編企画が始動した。また、クリストファー・マッカリーが脚本執筆のオファーを受け、この時点ではトム・クルーズが演じた前作の主人公ピート・ミッチェル（マーヴェリック）の役割は小さなものになると報じられていた。また、続編を「ドリーム・プロジェクト」と称したピーター・クレイグやジャスティン・マークス、この他にアシュリー・エドワード・ミラー、ザック・ステンツが脚本家として起用された。
スコットは続編のアイディアについて、「このオリジナルとは異なる世界は私を魅了しました。しかし、私はリメイクもリ・インベンションも希望しません。私は新しい映画を作りたいのです」と語っている。報道によると、続編はドッグファイト時代の終焉と現代の空中戦におけるドローンの役割に焦点を当てた物語になり、マーヴェリックはF/A-18E/F スーパーホーネットに搭乗するとされている。2012年にスコットが自殺した後、企画の進行が疑問視されたが、ブラッカイマーはクルーズとヴァル・キルマーが続編に高い関心を抱いていたこともあり企画に残留した。
2017年6月、クルーズは続編映画のタイトルが「Top Gun: Maverick」であり、前作の映画音楽を手掛けたハロルド・フォルターメイヤーが参加することを発表した。彼は続編について「飛行士が帰ってきた、スピードが必要だ。我々は大きくて速いマシンを用意するつもりだ」と語っている。同月にはジョセフ・コシンスキーが監督を務めることが発表されたが、タイトルの公式発表は行われなかった。ケニー・ロギンスは前作の主題歌「デンジャー・ゾーン」が続編でも使用されることを公表した。2018年10月、ハンス・ジマーがフォルターメイヤーと共同で映画音楽を手掛けることが発表された。

### キャスティング
ヴァル・キルマーは自身のFacebookアカウント上で続編への出演を熱望しており、2018年6月までに彼の出演が決まった。同年7月にマイルズ・テラーが前作でアンソニー・エドワーズが演じたグースの息子役に起用された。息子役の候補にはニコラス・ホルトとグレン・パウエルも挙がっており、彼ら3人はトム・クルーズの自宅で演技テストを行っていた。同月下旬にジェニファー・コネリーの出演が発表され、彼女は海軍基地の近くでバーを経営するシングルマザーを演じることが明かされた。
同年8月にはグースの息子役の選考に落選したパウエルが別の役で出演することが発表された。彼は息子役の選考には落選したものの、クルーズやブラッカイマー、パラマウント映画やスカイダンス・メディアの幹部に演技を高く評価されたことで出演が決まった。同年にはモニカ・バルバロ、トーマシン・マッケンジー、チャールズ・パーネル、ジェイ・エリス、バシール・サラフディン、ダニー・ラミレス、エド・ハリス、ジョン・ハム、ルイス・プルマンの出演が発表された。同年9月にマニー・ジャシントの出演が決まり、10月にはジェイク・ピッキング、レイモンド・リー、ジーン・ルイザ・ケリーの出演が決まった。同月にはマッケンジーが『ロストガールズ』の撮影に参加するため降板した。11月にはチェルシー・ハリスの出演が発表された。前作でマーヴェリックの年上の恋人の
チャーリー役を演じたケリー・マクギリスによると、彼女には出演オファーは来なかったという。その理由として彼女は、自分が年齢相応（撮影時に61才）に容姿が変わり、加えて肥満してしまっていることが原因だと思う、としている。カメオ出演も叶わなかった。上記のように男盛りのマーヴェリック（トム・クルーズは撮影時に56歳）の相手役には前作では名前が二度出ただけで画面に登場しなかったペニー・ベンジャミン（演じたジェニファー・コネリーは撮影時に48歳）が新たに登用されている。

### 撮影
2018年5月30日からサンディエゴで撮影が開始され、8月下旬にはパラマウント映画とジェリー・ブラッカイマー・フィルムズの撮影チーム15人がノーフォーク海軍基地の「エイブラハム・リンカーン」に乗艦して飛行甲板での撮影を行った。2019年2月中旬にはノースアイランド海軍航空基地の「セオドア・ルーズベルト」甲板で撮影を行うトム・クルーズと撮影チームの姿が目撃されている。3月にホイッドビー・アイランド海軍航空基地での撮影が行われた。6月19日にマイルズ・テラーは、2日前に撮影が終了したことを明かした。主要撮影はカリフォルニア州、メリーランド州、ワシントン州を中心に行われた。
トム・クルーズは航空機操縦資格を保有しているが、高Gに耐えることが必要なため、F/A-18E/Fの操縦を許可されず、海軍の現役パイロットによる飛行映像を利用している。撮影に用いられたF/A-18F「ムービージェット」は2機で、1機は第122戦闘攻撃飛行隊所属の機体を南西艦隊即応センターが数か月かけて塗装を施した。F/A-18Fが選ばれたのは、旧式のHUDを搭載しているため、前席後方に2台、後席前方に3台、レンズユニット1台の計6台のカメラを搭載するスペースがあったためである。撮影終了後、機体は前作でMiG-28を演じた第13混成戦闘飛行隊のF-5NやF-16Aとの編隊飛行を撮影した後、ブルーエンジェルスで用いるために再改修された。撮影にはこれらの機体に加え、機体外部にカメラを取り付けたカメラシップのF/A-18Fが2機用いられた。
クライマックスに登場するF-14戦闘機は地上のシーンではサンディエゴ航空宇宙博物館に所蔵されている実機が使われ、飛行中のものはCGになっている。物語の冒頭と終盤に登場するP-51レシプロ戦闘機は、トム・クルーズの自家用機を使用して撮影された。
撮影には日本のシグマ製のレンズが用いられた。撮影監督のクラウディオ・ミランダからの要請で、i Technology搭載の特注のシネマレンズが３セット用意された。
F/A-18のコックピット内のシーンではIMAX認証を受けたソニーのCineAlta VENICE デジタル映画カメラ6台をコックピットに搭載して撮影が行われた。

### VFX
C.W. Lemoineとのインタビューで、特殊効果チームのVFXアーティストの一人であるフレッド・リンはF-14と敵の第5世代戦闘機(Su-57)の飛行シーンはすべてコンピュータ・グラフィックスによって行われ、この映画ではCGIの使用が広範囲に及んだと述べた。リンはまた、ほとんどの場合F-18のシーンでは1機のジェット機を使い、複数のジェット機による空中戦訓練シーンはCGIを通して作られ、映画の最後で攻撃隊として使われる4機編成の部隊も単一のF-18と他の3つはCGIを通して作られたと述べた。

## マーケティング
製作開始の告知画像にF/A-18E/Fが映っていたことに対し、より適した機体があるとしてアメリカ海軍とアメリカ空軍が公式Twitterで意見をぶつけあったことが話題となった。また前作の公開後に海軍への志願者が激増したこともあり、パイロット不足が続く軍では国防総省の報道官が撮影チームに協力すると発言するなど、公開前から宣伝効果が期待されている。海軍ではF/A-18のコックピットにカメラを設置し、現役のパイロットに映像用の飛行を行わせるなど様々な協力を行っている。
2019年6月19日にバルセロナで開催されたシネヨーロッパのパラマウント特別プレゼンテーション会場で2分間の映像が公開され、プレゼンテーションにはインターナショナル・シアター・ディストリビューション社長のマーク・ヴィアンとワールドワイド・マーケティング&ディストリビューション共同社長のメアリー・デイリーが飛行服姿で出席した。7月18日にはコミコン・インターナショナルで予告編が初公開された。予告編はファンから高く評価されシリーズの復活が歓迎され、予告編の構成は『スター・ウォーズ/スカイウォーカーの夜明け』の予告編と比較された。
2021年8月28日、本作の宣伝担当役（公式側は宣伝パイロットと称している）にゲームアプリ『ウマ娘 プリティーダービー』のキャラクターであるマヤノトップガンが着任し、本作の様々な情報を公開していくと発表された。
2022年2月、前作から引き続いて主人公のクロノグラフがポルシェデザイン、ヒロイン役の愛車がポルシェであることから、ドイツのスポーツカーメーカーのポルシェと広告に関してパートナーシップを結び、米国で毎年最高視聴率を集めるスーパーボウル期間中にコラボレーション映像が放送された。
フライトシミュレーションゲームの『Microsoft Flight Simulator』ともコラボレーションし、2022年5月27日に拡張コンテンツ「Top Gun: Maverick Expansion」がリリースされた。更には、バンダイナムコエンターテインメントのフライトシューティングゲーム『エースコンバット7 スカイズ・アンノウン』ともコラボし、2022年5月26日にコラボ機体DLCパック「TOP GUN: Maverick Aircraft Set」が発売された。

## 公開
2019年7月12日にパラマウント配給で公開される予定だったが、2018年8月に公開予定日が2020年6月26日に延期された。2020年3月2日にパラマウントは公開日を2日前倒しにして6月24日に変更するが、4月2日には新型コロナウイルス感染症の流行が収束しないことから12月23日公開に延期された。同年7月に公開日が2021年7月2日に延期されたが、これはトム・クルーズのスケジュールの調整に加え、同時期に公開予定だった『ムーラン』『TENET テネット』が新型コロナウイルス感染症の流行を受け公開日を延期したことも影響している。
2021年4月、パラマウントは『ミッション:インポッシブル/デッドレコニング PART ONE』との公開日調整を行った結果、『トップガン マーヴェリック』を2021年11月19日、『ミッション:インポッシブル/デッドレコニング PART ONE』を2022年5月27日に公開することを決定した。さらに2021年9月4日、『トップガン マーヴェリック』は2022年5月27日、『ミッション:インポッシブル/デッドレコニング PART ONE』は2022年9月30日に公開が再延期された。その後2021年11月20日、『トップガン マーヴェリック』が2022年5月27日に日米同時公開されることが決定した。

### 動画配信
当初は劇場公開の45日後からParamount+でストリーミング配信することを発表していたが、トム・クルーズの意向や後述の高評価などもあり、同サービスでの配信は一旦見送られ、後に2022年12月22日から同サービスの展開地域にて配信することを発表した。また、報道によるとNetflixとApple TV+が『トップガン マーヴェリック』の配信権購入を試みたが、パラマウントに拒否されたという。日本では2023年3月9日からNetflixで見放題配信を開始する予定であることが同年2月に同社から発表された。

## 興行成績

### 北米

#### 公開後3日間の動き
北米(アメリカとカナダ)では、ホリデーにあたる週末に4,735館で公開され約1億2670万7459ドル（約160億円）を記録し、これはアメリカでのトム・クルーズの出演作の歴代No.1の初動となっている。これを受け、製作したパラマウントの親会社であるパラマウント・グローバルやアメリカの映画館チェーンであるAMCエンタテインメントの株価が上昇した。

#### 『タイタニック』超え
パラマウント・ピクチャーズは、7月13日時点での本作の北米累計興行収入が約6億192万ドルを突破し、それまで同社の興行収入ランキング首位であった『タイタニック』初公開時の記録（約6億79万ドル）を抑え歴代1位となったことを発表し、本作は北米歴代興行収入では5位の成績となった。
全世界興行収入においては、主演であるトム・クルーズのキャリア史上最高額となる10億ドル超えを達成。公開7週目でも全米ボックスオフィスランキングで3位に入った。

### 日本
日本では初日からの3日間で動員74万7,192人、興行収入11億5,756万4,620円を記録した。6月26日までの公開31日間で興収67億円を突破し、1986年に公開された前作の最終興行収入を上回った。その後、7月30日までの公開65日間で興収は100億円を突破した。トム・クルーズ出演作で100億円を突破したのは『ラストサムライ』（137億円）以来2作目である。同年9月末の時点で興収が約130億円、2023年2月19日時点で135億7000万円、同年3月12日時点で136億5000万円にそれぞれ達している。
なお、2023年より週末興行成績ランキングの集計日が金土日の3日間に変更された。
|                                       | 動員数 （万人） | 動員数 （万人） | 動員数 （万人） | 興行収入 （億円） | 興行収入 （億円） | 備考 |
| 週末                                  | 週末            | 累計            | 週末            | 累計              |                   | 備考 |
| ------------------------------------- | --------------- | --------------- | --------------- | ----------------- | ----------------- | --- |
| 1週目の週末 （5月28日・29日）         | 1位             | 52.5            | 74.7            | 8.2               | 11.6              | 5月27日より全国381館745スクリーンで劇場公開。 |
| 2週目の週末 （6月4日・5日）           | 1位             | 47.1            | 188.4           | 7.6               | 28.9              | |
| 3週目の週末 （6月11日・12日）         | 2位             | 41.8            | 284.0           | 6.7               | 43.7              | |
| 4週目の週末 (6月18日・19日)           | 1位             | 35.4            | 364.1           | 5.9               | 56.5              | |
| 5週目の週末 (6月25日・26日)           | 1位             | 29.6            | 431.3           | 5.1               | 67.4              | |
| 6週目の週末 (7月2日・3日)             | 1位             | 23.6            | 487.6           | 3.9               | 76.3              | |
| 7週目の週末 (7月9日・10日)            | 2位             | 21.7            | 535.9           | 3.6               | 84.0              | |
| 8週目の週末 (7月16日・17日)           | 3位             | 19.3            |                 | 3.0               | 90.6              | 7月18日までの累計動員587.1万人、興収92.1億円。 |
| 9週目の週末 (7月23日・24日)           | 3位             | 14.5            | 616.1           | 2.6               | 96.9              | |
| 10週目の週末 (7月30日・31日)          | 4位             | 10.2            | 642.0           | 1.8               | 101.3             | |
| 11週目の週末 (8月6日・7日)            | 5位             |                 | 665.5           | 1.4               | 105.0             | |
| 12週目の週末 (8月13日・14日)          | 5位             | 10.0            | 693.8           | 1.7               | 109.6             | |
| 13週目の週末 (8月20日・21日)          | 3位             |                 | 724.2           | 1.7               | 114.6             | |
| 14週目の週末 (8月27日・28日)          | 4位             |                 | 744.7           | 1.5               | 118.1             | |
| 15週目の週末 (9月3日・4日)            | 5位             | 6.8             | 762.0           | 1.2               | 121.0             | |
| 16週目の週末 (9月10日・11日)          | 6位             |                 | 774.9           | 1.0               | 123.2             | |
| 17週目の週末 (9月17日・18日)          | 5位             | 6.0             |                 | 1.3               | 125.8             | 9月19日までの累計動員790.1万人、興収126.3億円。 9月16日より前作『トップガン』4Kニューマスター版、『トップガン マーヴェリック』の連続上映がスタート。 |
| 18週目の週末 (9月24日・25日)          | 5位             |                 | 801.8           | 1.1               | 128.8             | |
| 19週目の週末 (10月1日・2日)           | 7位             |                 | 810.0           | 0.5               | 130.3             | |
| 20週目の週末 (10月8日・9日)           | 圏外            |                 |                 | 0.4               | 131.3             | 10月10日までの累計動員817.0万人、興収131.6億円。 |
| 21週目の週末 (10月15日・16日)         | 圏外            |                 | 820.8           | 0.4               | 132.3             | |
| 22週目の週末 (10月22日・23日)         | 圏外            |                 | 824.5           | 0.3               | 133.0             | |
| 23週目の週末 (10月29日・30日)         | 圏外            |                 | 827.2           |                   | 133.4             | |
| 24週目の週末 (11月5日・6日)           | 圏外            |                 | 830.2           |                   | 134.0             | |
| 25週目の週末 (11月12日・13日)         | 圏外            |                 | 832.1           |                   | 134.3             | |
| 26週目の週末 (11月19日・20日)         | 圏外            |                 | 833.1           |                   | 134.5             | |
| 27週目の週末 (11月26日・27日)         | 圏外            |                 | 833.8           |                   | 134.6             | |
| 28週目の週末 (12月3日・4日)           | 圏外            |                 | 834.4           |                   | 134.7             | |
| 29週目の週末 (12月10日・11日)         | 圏外            |                 | 834.9           |                   | 134.8             | |
| 30週目の週末 (12月17日・18日)         | 圏外            |                 | 835.2           |                   | 134.9             | |
| 31週目の週末 (12月24日・25日)         | 圏外            |                 |                 |                   | 134.9             | |
| 32週目の週末 (12月31日・2023年1月1日) | 圏外            |                 |                 |                   |                   | 1月3日までの累計興収135.1億円。 |
| 33週目の週末 (1月6日・7日・8日)       | 圏外            |                 |                 |                   |                   | 1月9日までの累計興収135.4億円。 |
| 34週目の週末 (1月13日・14日・15日)    | 圏外            |                 |                 |                   | 135.5             | |
| 35週目の週末 (1月20日・21日・22日)    | 圏外            |                 |                 |                   | 135.6             | |
| 36週目の週末 (1月27日・28日・29日)    | 圏外            |                 |                 |                   | 135.7             | |
| 37週目の週末 (2月3日・4日・5日)       | 圏外            |                 |                 |                   | 135.7             | |
| 38週目の週末 (2月10日・11日・12日)    | 圏外            |                 |                 |                   | 135.7             | |
| 39週目の週末 (2月17日・18日・19日)    | 圏外            |                 |                 |                   | 135.7             | |
| 40週目の週末 (2月24日・25日・26日)    | 圏外            |                 |                 |                   | 135.8             | |
| 41週目の週末 (3月3日・4日・5日)       | 圏外            |                 | 841.4           |                   | 136.1             | 3月3日から全国175館、3月10日から106館で上映。 |
| 42週目の週末 (3月10日・11日・12日)    | 圏外            |                 | 844.3           |                   | 136.6             | |
| 43週目の週末 (3月17日・18日・19日)    | 圏外            |                 | 846.3           |                   | 136.9             | |
| 44週目の週末 (3月24日・25日・26日)    | 圏外            |                 | 846.8           |                   | 137.0             | |
| 45週目の週末 (3月31日・4月1日・2日)   | 圏外            |                 |                 |                   | 137.0             | |
| 46週目の週末 (4月7日・8日・9日)       | 圏外            |                 |                 |                   | 137.0             | |
| 47週目の週末 (4月14日・15日・16日)    | 圏外            |                 |                 |                   | 137.0             | |
| 48週目の週末 (4月21日・22日・23日)    | 圏外            |                 |                 |                   | 137.0             | |
| 49週目の週末 (4月28日・29日・30日)    | 圏外            |                 |                 |                   | 137.0             | |
| 50週目の週末 (5月5日・6日・7日)       | 圏外            |                 |                 |                   | 137.0             | |
| 51週目の週末 (5月12日・13日・14日)    | 圏外            |                 |                 |                   | 137.0             | |
| 52週目の週末 (5月19日・20日・21日)    | 圏外            |                 |                 |                   | 137.0             | |
| 53週目の週末 (5月26日・27日・28日)    | 圏外            |                 |                 |                   | 137.1             | |
| 54週目の週末 (6月2日・3日・4日)       | 圏外            |                 |                 |                   | 137.2             | |
| 55週目の週末 (6月9日・10日・11日)     | 圏外            |                 |                 |                   | 137.2             | |
| 56週目の週末 (6月16日・17日・18日)    | 圏外            |                 |                 |                   | 137.2             | |
| 57週目の週末 (6月23日・24日・25日)    | 圏外            |                 |                 |                   | 137.2             | |
| 58週目の週末 (6月30日・7月1日・2日)   | 圏外            |                 |                 |                   | 137.2             | |
| 59週目の週末 (7月7日・8日・9日)       | 圏外            |                 |                 |                   | 137.2             | |
| 60週目の週末 (7月14日・15日・16日)    | 圏外            |                 |                 |                   | 137.2             | |
| 61週目の週末 (7月21日・22日・23日)    | 圏外            |                 |                 |                   | 137.2             | |
| 62週目の週末 (7月28日・29日・30日)    | 圏外            |                 |                 |                   | 137.2             | |
| 63週目の週末 (8月4日・5日・6日)       | 圏外            |                 |                 |                   | 137.3             | |

## 評価
批評家から高い評価を得ている。映画評論サイトRotten Tomatoesによれば、380件の評論のうち高評価は97%にあたる368件で、平均点は10点満点中8.3点、批評家の一致した見解は「『トップガン マーヴェリック』は、4Gの逆飛び込みよりもさらにトリッキーな偉業を成し遂げ、前作を超える、大変遅ればせながらの続編を非常に面白いスタイルで提供している。」となっている。Metacriticによれば、63件の評論のうち、高評価は55件、賛否混在は8件、低評価はなく、平均点は100点満点中78点となっている。
公開後3日間の段階で、世界最多のユーザー数を誇る映画や俳優についてのオンラインデータベースであるIMDbでは10点中8.7点と評価され、同じく国際的に利用されているTMDbでは83%のスコアを獲得した。世界的に高評価のレビューが続いている。

### 日本
ソーシャル映画サービスのFilmarksでは5点中4.6点と評価されている。日本の有名な映画監督も称賛している。
2022年に行われ、350人が投票に参加した「夏に見たい映画 人気おすすめランキングベスト156作品 洋画編」では見事3位に輝いた。
テレビ朝日によると、公開から2か月以上経過した2022年8月時点でも、平日にもかかわらず、東京都内の映画館のチケットが完売する事態が続いており、中には84回も鑑賞したリピーターも居ると報じられた。サングラスが品薄になったり、自衛隊への志望者も増加する副次的効果も発生している。
本作品を配給した東和ピクチャーズの親会社である東宝は本作品のヒットなどを受けて、2023年2月期の連結業績予想を上方修正したことを2022年10月に発表。2023年1月、同社は2022年3月から同年11月の連結純利益が271億円だったことを発表した。
2022年11月3日に日経トレンディ（日経BP）が発表した「2022ヒット商品ベスト30」では本作品が4位に入選した。
2022年12月5日にヤフーが発表した「Yahoo!検索大賞2022」では本作品が映画部門において、1位を獲得した。
2023年3月に開催された第95回アカデミー賞において、計6部門にノミネートしたことを受けて、同年3月3日から全国175館でアンコール上映することを同年2月に発表した。

## 備考

### 国旗問題
2019年7月、アメリカのエンターテインメント向け週刊誌「ハリウッド・リポーター」は前作のマーヴェリックのフライトジャケットに描かれていた中華民国の国旗（青天白日満地紅旗）と日本の国旗（日章旗）が、予告編に登場したフライトジャケットから削除されていることを報じた。このジャケットの2つの国旗は実在する米軍艦艇が航海時に台湾や日本に寄港したことに由来するものであり、同誌は「中華人民共和国（中国）の資本に配慮して両国の国旗を削除した」と批判している。
この事を受けて、当時のアメリカ合衆国国務長官であるマイク・ポンペオは同国の映画業界に対して、中国による検閲を受け入れないよう呼び掛ける事態になった。
その後、公開された本編では2つの国旗が前作と同様に表記されていることが2022年5月に報じられた。日本での本作宣伝を担当しているドリーム・アーツは産経新聞社の取材に対し、「予告編において、日章旗などが入っていなかった経緯については分からない」とコメントしている。
両国の国旗が復活した事情について、アメリカの経済紙である「ウォール・ストリート・ジャーナル」は、中国のテンセント・ピクチャーズが同国とアメリカとの地政学的懸念を理由に2019年後半頃に製作から撤退すると同時に出資も引き上げたことなどを理由として挙げている。

### 原作者遺族からの提訴
前作の原作者であるエフド・ヨネイの遺族は2018年にパラマウント・ピクチャーズから本シリーズの著作権終了を通告されていたにもかかわらず、遺族の許可なく続編（本作）の製作を進めて公開したとして、パラマウントに対して、本作で得られた利益などの損害賠償並びに本作や更なる続編の配給中止を求めて、2022年6月6日にアメリカ・ロサンゼルスの連邦地方裁判所に提訴したことを発表した。

### 露資本問題への抗議
2023年1月にプロダクション会社「ニュー・リパブリック・ピクチャーズ」の元代表が同社を相手取り起こした裁判の中で本作品を含むパラマウント作品10本の制作資金の一部をロシアの大富豪が拠出していることを供述したと報じられた。これを受けて、カナダ・トロントを拠点とするウクライナ人団体が第95回アカデミー賞のノミネートから除外するように同賞主催者の映画芸術科学アカデミーに要請する事態になった。
なお、第95回アカデミー賞では作品賞など計6部門にノミネートされていたが、2023年3月12日開催の授賞式では音響賞のみ受賞した。

## Blu-ray/DVD
パラマウント ジャパンよりBlu-ray DiscとDVDが発売。NBCユニバーサルが販売。
- Blu-ray/DVD
  - トップガン マーヴェリック ブルーレイ+DVD　品番：PJXF-1517　発売日：2022年11月2日
  - トップガン マーヴェリック 4K Ultra HD+ブルーレイ　品番：PJXF-1518　発売日：2022年11月2日
  - トップガン&トップガン マーヴェリック 4K Ultra HD+ブルーレイ セット (4枚組)　品番：PJXF-1521　発売日：2022年11月2日
    - 「トップガン」のディスクは2020年6月24日発売のPJXF-1353「トップガン TV吹替初収録特別版 4K Ultra HD+ブルーレイ」に収録されているものと同一商品[152]。

## テレビ放映
| 回数 | 放送局     | 放送枠           | 放送日         | 放送時間    | 放送分数 | 吹替版     | 平均世帯 視聴率 | 備考                        | 出典    |
| ---- | ---------- | ---------------- | -------------- | ----------- | -------- | ---------- | --------------- | --------------------------- | ------- |
| 1    | 日本テレビ | 金曜ロードショー | 2024年11月15日 | 21:00-23:34 | 154分    | 劇場公開版 | 8.5%            | 地上波初放送 本編ノーカット | [ 153 ] |

- 地上波放送・関東地区のみ記載。
- 視聴率はビデオリサーチ調べ。関東地区でのデータ。

## トップガン マーヴェリック: オリジナル・サウンドトラック
日米同時公開と同じ5月27日に発売された。

## 続編の可能性
2022年5月、マイルズ・テラーは、彼が演じたキャラクターを中心とした続編映画をスタジオに売り込んでいたと述べた。彼は続編のタイトルを『Top Gun: Rooster』と呼んだ。同年7月、トム・クルーズと続編について継続的に話し合っていると述べた。
2024年1月、アメリカのエンターテインメント専門誌「ハリウッド・レポーター」は本作品と同じ監督と脚本家により、続編の製作が進行していることを報じた。